# Balesari (Bansari)
Balesari is een bestuurslaag in het regentschap Temanggung van de provincie Midden-Java, Indonesië. Balesari telt 2164 inwoners (volkstelling 2010).